# Papiro 114
O Papiro 114 ({\displaystyle {\mathfrak {P}}}114) é um antigo papiro do Novo Testamento que contém fragmentos do primeiro capítulo da Epístola aos Hebreus (1:7-12).